# Дванадцять пунктів
«Дванадцять пунктів» (угор. Tizenkettő pont) — маніфест, стислий виклад вимог лідерів угорської революції (1848—1849) в Пешті.

## Текст

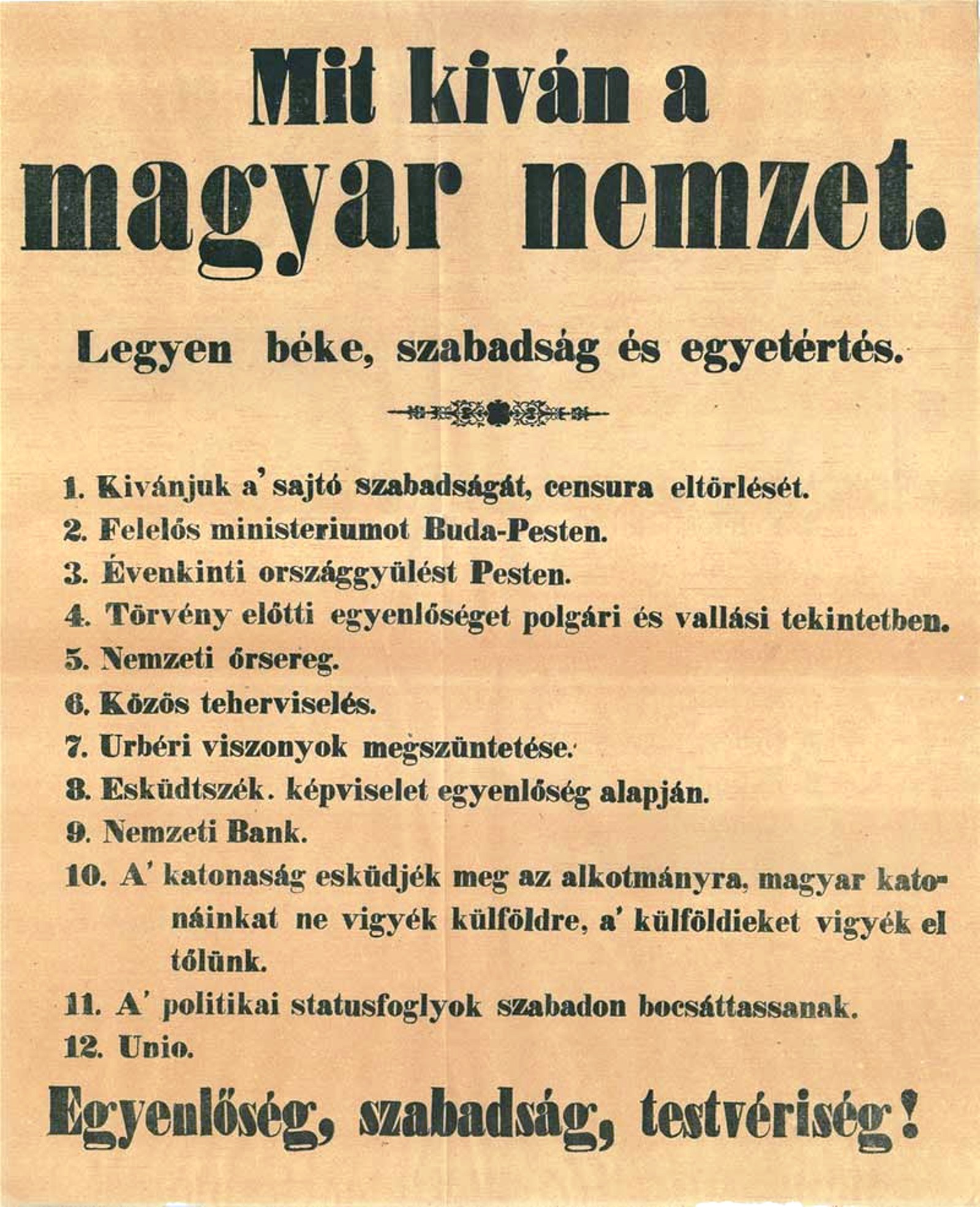
Оригінальний текст «дванадцяти пунктів».

Текст маніфесту, надрукованого в захопленій повсталими друкарні Landerer & Heckenast:
Чого хоче угорський народ.
Хай буде мир, свобода і злагода.
1. Вимагаємо свободи друку, скасування цензури.
2. Відповідального уряду в Буді-Пешті.
3. Щорічного скликання Державних зборів у Пешті.
4. Рівності перед законом у світських і релігійних питаннях.
5. Національних сил самооборони.
6. Справедливого оподаткування.
7. Скасування кріпосного права.
8. Справедливого розподілу присяжних і представницьких посад.
9. Створення Національного банку.
10. Приведення армії до присяги на конституції. Вимагаємо не відправляти угорських солдатів за кордон, а іноземних — вивести з території Угорщини.
11. Вимагаємо звільнення політичних в'язнів.
12. Вимагаємо унії.

Рівність, свобода, братерство!

## Історія
Після новини про революцію в Парижі Лайош Кошут 3 березня 1848 року виступив у парламенті з пропозицією про реформи. Пропозицію негайно прийняла нижня палата, але верхня палата на знак протесту навіть не стала розглядати її. У пропозиції ставилися завдання конституційних перетворень та інших реформ. 4 березня так званий «Опозиційний гурток» також обговорив пропозицію, погодившись із частиною, що стосується конституційної реформи та створення національного уряду, але висловивши жаль, що пропозиція не містила вимог свободи преси, щорічного скликання парламенту і деяких інших реформ. 9 березня, після того, як Даніель Ірані повернувся з Братислави, де обговорював із Кошутом ситуацію з опозиційним рухом, опозиціонери ухвалили рішення спробувати посприяти проходженню пропозиції в парламенті, організувавши загальнонаціональний збір підписів під відповідною петицією.
З цією метою Йожеф Іріні 12 березня сформулював першу версію «Дванадцяти пунктів», яка за своїм змістом вже виходила далеко за рамки початкової пропозиції Кошута. Ця перша версія містила не тільки 12 пунктів, що стали згодом знаменитими, а й вступ, що містив виклад підстави для випуску маніфесту. Автори посилалися на те, що в ситуації, коли вся Європа прийшла в рух, Угорщина також не може чіплятися за свої колишні, застарілі суспільні умови, а також заявляли, що народ більше не може задовольнятися окремими послабленнями, а вимагає всеохопної реформи конституції.
Планувалося, що маніфест оприлюднять і схвалять на народних зборах і ярмарку на честь Дня Йозефа 19 березня, але ввечері 14 березня, коли стало відомо про революцію, яка сталася напередодні у Відні, члени «Пілваксівського гуртка» ухвалили рішення, що в Пешті теж має розпочатися революція, і вимоги мають бути оприлюднені. Цього дня до тексту «Дванадцяти пунктів» було додано вимогу про звільнення політичних в'язнів, а також два пункти було об'єднано в один. Вранці 15 березня повсталі, захопивши друкарський верстат у друкарні Landerer і Heckenast, надрукували «Дванадцять пунктів» і «Національну пісню» Петефі. Наступного дня маніфест відправили до Братислави як петицію.

## Ухвалення маніфесту міськими зборами Пешта
Надруковані «Дванадцять пунктів» були підписані мером Ференцем Сепешші та членами міської ради. У другій половині 15 березня дня жителі Пешта дізналися про це з розклеєних мерією плакатів, що також містили дванадцять вимог (з незначними змінами).